# Adelina Chilica
 (novembre 2018).
Adelina Chilica est membre de l'assemblée nationale de l'Angola,.